# Shaanxi
Shaanxi (kineski: 陕西, pinyin: Shǎnxī; transliteracija: Šensi) je kineska pokrajina u sjeverozapadnom dijelu središnjeg dijela Narodne Republike Kine.

## Zemljopis
Plato prapora (Praporski plato; 黃土高原 Huángtǔ Gāoyuán) nalazi se u središnjem dijelu pokrajine, dok na sjeveru graniči s pustinjom Ordos. Planina Qin (秦嶺 Qín Lǐng) proteže se od istoka prema zapadu u južnom središnjem dijelu, a južno od nje pokrajina ima suptropsku klimu. Između praporskog platoa i Qina nalazi se dolina rijeke Wei ili Guanzhong, kolijevka rane kineske civilizacije.
Shaanxi graniči s kineskim pokrajinama Shanxi na sjeveroistoku i Henan na istoku, s Hubei na jugoistoku, s Chongqing na sjeveru, sa Sičuanom na jugozapadu, s Gansu na zapadu, s Ningxijom na sjeverozapadu i s autonomnom pokrajinom Unutarnjom Mongolijom na sjeveru. 
Pored glavnoga grada Xi'ana, važniji gradovi su: Baoji, Hanzhong, Lintong, Tongchua, Xianyang, Yan'an i Ankang.
Gotovo svi stanovnici su etnički Han Kinezi, s enklavama Huej stanovništva u sjeverozapadnom dijelu (uz Ningxiju). 

### Klima
Zbog velikog raspona u širini, Shaanxi ima različite klime. Prema Köppenovoj klasifikaciji klime, sjeverni dijelovi uključujući i leso visoravni, imaju hladnu polusušnu klimu s hladnim i suhim zimama, suhim proljećem i jeseni, kao i vrućim ljetima. Područje poznato kao Guanzhong uglavnom ima polusuhu klimu, iako postoji nekoliko područja s vlažnom suptropskom klimom s hladnim zimama i toplim i vlažnim ljetima. Južni dio je puno vlažniji i nalazi se u vlažnoj suptropskoj zoni, s umjerenim zimama i dugim i toplim, vlažnim ljetima. 

## Povijest
Shaanxi se smatra jednom od kolijevki kineske civilizacije. Trinaest kineskih dinastija je u ovom području imalo svoje sjedište tijekom više od 1.100 godina kineske povijesti, od dinastije Chou do dinastije Tang (Qin, Han i Sui).
Glavni grad pokrajine, Chang'an (današnji Xi'an), je jedan od četiri drevne prijestolnice Kine i istočna postaja Puta svile koji je iz Xi'ana vodio preko Arapskog poluotoka u Europu i Afriku. Dinastija Han je iskoristila ovaj put za širenje Kineskog Carstva prema zapadu.
Dinastija Ming je Shaanxi uklopila u pokrajinu Gansu, ali je dinastija Qing ponovno učinila posebnom pokrajinom. Najkatastrofalniji potres u ljudskoj povijesti dogodio se u jugoistočnom dijelu Shaanxija 23. siječnja 1556. godine, u kojemu je poginulo oko 830.000 ljudi (Potres u Shaanxiju 1556.). Tijekom dinastije Qing mnogi su Kinezi iz Shaanxija prebjegli u Xinjiang. Shaanxi je i rodno mjesto naroda Dungani, muslimanskih Hueja koji su u 19. stoljeću prebjegli iz Kine u tadašnju Rusiju.
Dugi marš kineskih komunista pod vodstvom Mao Ce-tunga 1934. – 35. god. je završio u Yan'anu, tada Sovjetskom Shaanxiju.

## Znamenitosti
Najveća znamenitost Shaanxija je Mauzolej prvog kineskog cara, Qin Shi Huanga, iz 210. pr. Kr., koji je jedna od najvećih grobnica na svijetu, najpoznatija po kolekciji od preko 7.000 realističnih figura terakota vojnika i konja, tzv. Vojska terakota. Mauzolej se nalazi 36 km sjeveroistočno od grada Xi'ana u distriktu Lintong.
Sam stari grad Xi'an ima mnogo znamenitosti kao što su: gradske zidine, Xi'anski zvonik, Xi'anski toranj bubnjeva, Šuma stela muzeja Beilin i Muzej povijesti sjeverno od Velike pagode divlje guske.
Daqin pagoda se kontroverzno smatra za nestorijansku kršćansku crkvu iz vremena dinastije Tang.
Jedna od najpopularnijih lokalnih jela su Biangbiang rezanci, koji se smatraju za jedno od „deset čudesa Shaanxija” (陕西十大怪).
- Daqin pagoda
- Xi'anski zvonik noću
- Xi'anski toranj bubnjeva noću
- Šuma stela muzeja Beilin
- Velika pagoda divlje guske

## Upravna podjela
Shaanxi je podijeljen na 9 gradskih prefektura i jedan podpokrajinski grad:
| Zemljovid               | #         | Naziv                | Upravno sjedište     | Kinesko pismo Pinyin | Stanovništvo (2010.) |
| ----------------------- | --------- | -------------------- | -------------------- | -------------------- | -------------------- |
|                         |           |                      |                      |                      |                      |
| — Podpokrajinski grad — |           |                      |                      |                      |                      |
| 1.                      | Xi'an     | Weiyang (distrikt)   | 西安市 Xī'ān Shì     | 8.467.837            |                      |
| — Gradske prefekture —  |           |                      |                      |                      |                      |
| 2.                      | Ankang    | Hanbin (distrikt)    | 安康市 Ānkāng Shì    | 2.629.906            |                      |
| 3.                      | Baoji     | Weibin (distrikt)    | 宝鸡市 Bǎojī Shì     | 3.716.731            |                      |
| 4.                      | Hanzhong  | Hantai (distrikt)    | 汉中市 Hànzhōng Shì  | 3.416.196            |                      |
| 5.                      | Shangluo  | Shangzhou (distrikt) | 商洛市 Shāngluò Shì  | 2.341.742            |                      |
| 6.                      | Tongchuan | Yaozhou (distrikt)   | 铜川市 Tóngchuān Shì | 834.437              |                      |
| 7.                      | Weinan    | Linwei (distrikt)    | 渭南市 Wèinán Shì    | 5.286.077            |                      |
| 8.                      | Xianyang  | Qindu (distrikt)     | 咸阳市 Xiányáng Shì  | 4.894.834            |                      |
| 9.                      | Yan'an    | Baota (distrikt)     | 延安市 Yán'ān Shì    | 2.187.009            |                      |
| 10.                     | Yulin     | Yuyang (distrikt)    | 榆林市 Yúlín Shì     | 3.351.437            |                      |